# Corpus Christi (2019)
Corpus Christi (in Polen auch Boże Ciało) ist ein Filmdrama von Jan Komasa, das am 2. September 2019 im Rahmen der Filmfestspiele von Venedig seine Weltpremiere feierte und am 11. Oktober 2019 in die polnischen Kinos kam. Der Film basiert frei auf der wahren Geschichte eines jungen Ex-Häftlings, der sich monatelang erfolgreich als Priester ausgab. Im Rahmen der Verleihung des Polnischen Filmpreises 2020 erhielt Corpus Christi elf von 15 möglichen Auszeichnungen.

## Handlung
Daniel sitzt wegen einiger Überfälle auf Kaufhallen und gar eines Mordes in der Jugendstrafanstalt. Er hatte einen Jugendlichen verprügelt, der anschließend im Krankenhaus seinen Verletzungen erlag. Trotz Arbeits- und Gesprächstherapie herrscht unter den Jugendlichen eine eigene Hackordnung mit gewaltsamen Abrechnungen. Daniel dient dem Gefängnispriester Pater Tomasz als Messdiener. Irgendetwas an den Predigten und Gottesdiensten erfasst ihn. Man könne Gott überall treffen. Er sei für jeden da. Das kommt gut an bei Daniel, für den in seiner Jugend niemand da war. So möchte er auf das Priesterseminar. Doch Pater Tomasz macht keine Hoffnung. Ein Mörder hat keine Chance, aufgenommen zu werden. Man kann auch woanders gut sein. Kurz vor seinem 21. Geburtstag wird Daniel aus der Haft entlassen. Die letzten drei Monate soll er zur Vorbereitung auf die Freiheit in einem Sägewerk irgendwo in der Provinz arbeiten. Das kommt Daniel gerade recht, denn der ältere Bruder des Jungen, den er getötet hatte, der hünenhafte „Bonus“, ist auf Rache aus.
Schon auf dem Weg zum Sägewerk geht er lieber in die Dorfkirche. Dort gibt er sich als pilgernder Absolvent eines Priesterseminars aus. Er ist dem amtierenden Ortspriester willkommen, noch mehr, als der einen Alkoholabsturz hat und zur Entziehungskur muss.
Daniel, der sich jetzt nach seinem Vorbild Pater Tomasz nennt, kann die äußerst konservative Kirchengemeinde nach und nach für sich gewinnen. Nicht mit den religiösen Formeln, die er anfangs noch versucht, nachts aus Büchern und dem Internet zu lernen, sondern weil er durch seine Begabung und auch seine Erfahrungen von „ganz unten“ die rechten Worte zur rechten Zeit findet. Er überzeugt durch seinen Enthusiasmus und seine Spontanität. Einer Mutter zum Beispiel, die im Beichtstuhl beichtet, ihren Sohn wegen Rauchens geschlagen zu haben, gibt er den Ratschlag, ihn eine ganze Packung der stärksten Zigaretten rauchen zu lassen, um ihn für die Zukunft abzuschrecken. Als Buße legt er ihr eine gemeinsame Radtour mit ihrem Sohn auf. Auch bei den jugendlichen Gemeindemitgliedern kommt Daniel in seiner lässigen und coolen Art gut an.
Daniel erfährt nach und nach von dem Dorftrauma, einem Verkehrsunfall, bei dem ein Auto mit sechs Jugendlichen aus dem Dorf frontal mit einem Auto zusammenstieß, das ein Mann lenkte, der als Alkoholiker bekannt war. Niemand überlebte. Unter den Toten ist auch der Bruder von Marta, deren Mutter Sakristanin des Ortspfarrers ist. Die Angehörigen der toten Jugendlichen haben einen Gedenkaltar vor der Kirche errichtet, wo sie regelmäßig trauern. Sie machen allein den Fahrer des anderen Autos für den Unfall verantwortlich. Sie haben verhindert, dass er im Ort beigesetzt wird, und seine Frau unter übelsten Beschimpfungen ausgegrenzt. Doch Marta weiß, dass die Jugendlichen unter Drogen standen, was sie Daniel eröffnet. Sonst darf es niemand wissen. Daniel begibt sich in den Konflikt. Er betreibt Trauerarbeit mit den Angehörigen und nimmt, gemeinsam mit Marta, mit der ausgegrenzten Witwe Kontakt auf. Das alles gegen die Einschüchterungen des allgewaltigen Bürgermeisters und Sägewerkbesitzers, der keine Unruhe mehr will. Von der Witwe erfährt Daniel, dass ihr Mann schon länger trocken war, aber vor dem Unfall unter einem gewaltigen Gefühlsstau stand, weil sie ihn vorher aus der Wohnung geworfen hatte. Auch die Urne sei noch nicht bestattet.
Vor der Einweihung einer neuen Werkshalle des Sägewerkes, die Daniel übernimmt, lässt er alle Honoratioren, auch den Sägewerksbesitzer, in den Matsch vor der Halle niederknien und konfrontiert sie in einem Gebet mit ihrer unchristlichen Gier und Geltungssucht. Im Sägewerk wird er von dem ehemaligen Mithäftling „Pinczer“ erkannt, der ihn nun zu erpressen sucht. Zwar ist Pinczer von Daniels Engagement und Wortgewandtheit beeindruckt, doch hat er ein kleines Kind, für das er nicht sorgen kann.
Daniel will aber das bei einem Dorffest gesammelte Geld für die Bestattung der Urne des Unfallfahrers nutzen. Sein Unterfangen stößt auf den Widerstand der Angehörigen der verunfallten Jugendlichen. Sie fühlen sich als gute Christen im Vergleich zum Unfallfahrer und seiner Frau. Daniel und Marta konfrontieren sie mit ihren Hassbriefen, die sie der Witwe geschrieben hatten. Gerade Martas Mutter war extrem, sodass Marta erstmals bei Daniel Unterkunft sucht.
Nach einem Brandanschlag auf einen Schuppen, in dem Daniels Motorrad stand, spürt Daniel, dass seine Zeit in dem Dorf vorbei ist. In seiner Predigt bekennt er, dass er ein Mörder ist, bezieht aber die Gemeindemitglieder mit ein, die in Gedanken und Worten anderen nach dem Leben trachteten. Er führt die Bestattung durch, und es schließen sich sogar einige wenige aus dem Kreis derer, die um ihre Kinder trauern, an.
Da taucht plötzlich der Gefängnispriester Tomasz auf, um Daniel in die Jugendstrafanstalt zurückzuholen, nachdem Pinczer ihn verraten hatte. Obwohl er sieht, wie groß die Anerkennung für das Wirken von Daniel in der Gemeinde ist, will er auf jeden Fall eine Abschiedsmesse verhindern, auch mit Gewalt. Daniel zieht sein Priestergewand aus und geht in der Pose des Gekreuzigten mit freiem Oberkörper vor den Gemeindemitgliedern aus der Kirche. Marta verlässt das Dorf.
Der Ortspfarrer ist im Dorf zurück. Als ein Zeichen der Hoffnung lädt Martas Mutter die Witwe ein, am Gottesdienst teilzunehmen. Während der Pfarrer in einer Messe über die schwer zu verstehende Liebe Gottes zu den Menschen redet, sieht man, wie Daniel mit dem hünenhaften „Bonus“ in der Jugendstrafanstalt um sein Leben kämpft. Daniel kann seinen Gegner überraschenderweise besiegen. Aber ehe er ihn durch Kopfstöße umbringen kann, reißt ihn Pinczer weg und stößt ihn durch eine Tür nach draußen. Er solle sich das nicht zuschulden kommen lassen. In Nahaufnahme sieht man den benebelten Daniel komplett zerzaust und mit blutverschmiertem Gesicht auf die Zuschauer zu torkeln, während Rauchschwaden aus dem Fenster dringen und die Alarmsirene erklingt: „Ecce homo“.

## Produktion

### Wahre Begebenheiten und Stab
Corpus Christi geht auf wahre Begebenheiten zurück. Im Jahr 2011 hatte die Geschichte von den Machenschaften Patryk Błędowskis in Polen für Schlagzeilen gesorgt: Der damals 19 Jahre junge Mann gab drei Monate lang vor, Priester zu sein, und hielt Messen. Im Jahr 2014 erzählte Mateusz Pacewicz, der Drehbuchautor des Films, diese Geschichte im „Duży Format“, einer Beilage der polnischen Tageszeitung Gazeta Wyborcza. Zudem hatte Pacewicz das Buch Kazanie na dole (auch Sermon at the bottom) über Błędowskis Geschichte veröffentlicht.

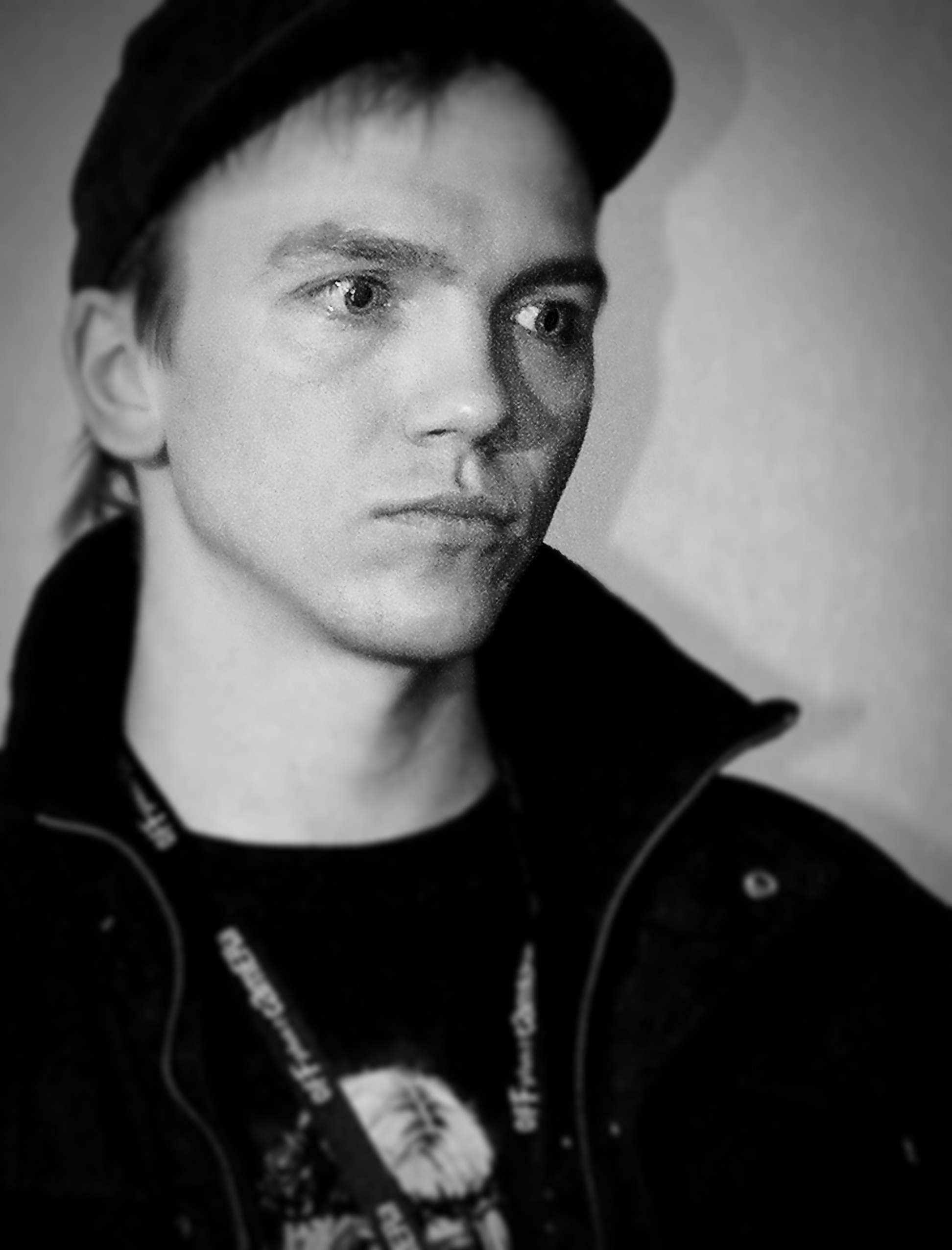
Regisseur Jan Komasa

Regie führte Jan Komasa. Er baut den Film auf den wahren Ereignissen der Geschichte rund um den falschen Priester auf und reichert diese mit fiktiven Elementen an. Beispielsweise haben die Geschehnisse in der Jugendstrafanstalt und die Tragödie, die das Dorf heimgesucht hat, nicht stattgefunden. Über die Geschichte dieses jungen Mannes, der aus einer Jugendhaftanstalt entlassen worden war und sich in der Pfarrei St. Andrzej Bobola in der kleinen Gemeinde Budziska in der Woiwodschaft Masowien als Priester ausgegeben hatte, sagt Komasa, die Menschen dort hätten ihn geliebt und seien schockiert gewesen, als sie davon erfahren haben, dass er nicht wirklich Priester war. Das Erstaunlichste sei gewesen, dass die Leute in dem Moment, als er aufgeflogen war, anfingen, Briefe an den Vatikan zu schreiben. Zu jedermanns Überraschung habe der Vatikan seine Sakramente sanktioniert, was ein großes Problem löste, da die Menschen in der Gemeinde nicht wussten, ob sie verheiratet oder ob ihre Kinder getauft waren.
Wie auch bei seinem Nachfolgefilm The Hater, in dem Maciej Musiałowski die Hauptrolle von Tomasz übernahm, sei Komasa bei beiden Filmen daran interessiert gewesen zu zeigen, wie die Gruppe einen Einzelnen beeinflusst und wie die auserwählten Prügelknaben plötzlich zu jemandem werden, vor dem man Angst hat. Sie seien jedoch irgendwie auch Helden. Die Heldentat von Daniel in Corpus Christi sei in gewisser Weise, die Gemeinschaft zu versöhnen, indem er vorgibt, jemand zu sein, der er nicht ist. Ralf Schenk vom Filmdienst bemerkt, Komasas Hauptfigur sei keiner von jenen tatsächlichen kirchlichen Würdenträgern, die wie in dem vieldiskutierten Erfolgsfilm Klerus von Wojciech Smarzowski aus dem Jahr 2018 alkoholsüchtig sind, Kinder missbrauchen und streng verbotene Kontakte zu homosexuellen Seilschaften unterhalten, sondern ganz im Gegenteil: „Daniel versieht seinen selbsterwählten Dienst ohne Arg, unorthodox und verantwortungsvoll, sehr nahe an denen, die seines Zuspruchs und seines Trostes bedürfen.“

### Besetzung und Dreharbeiten

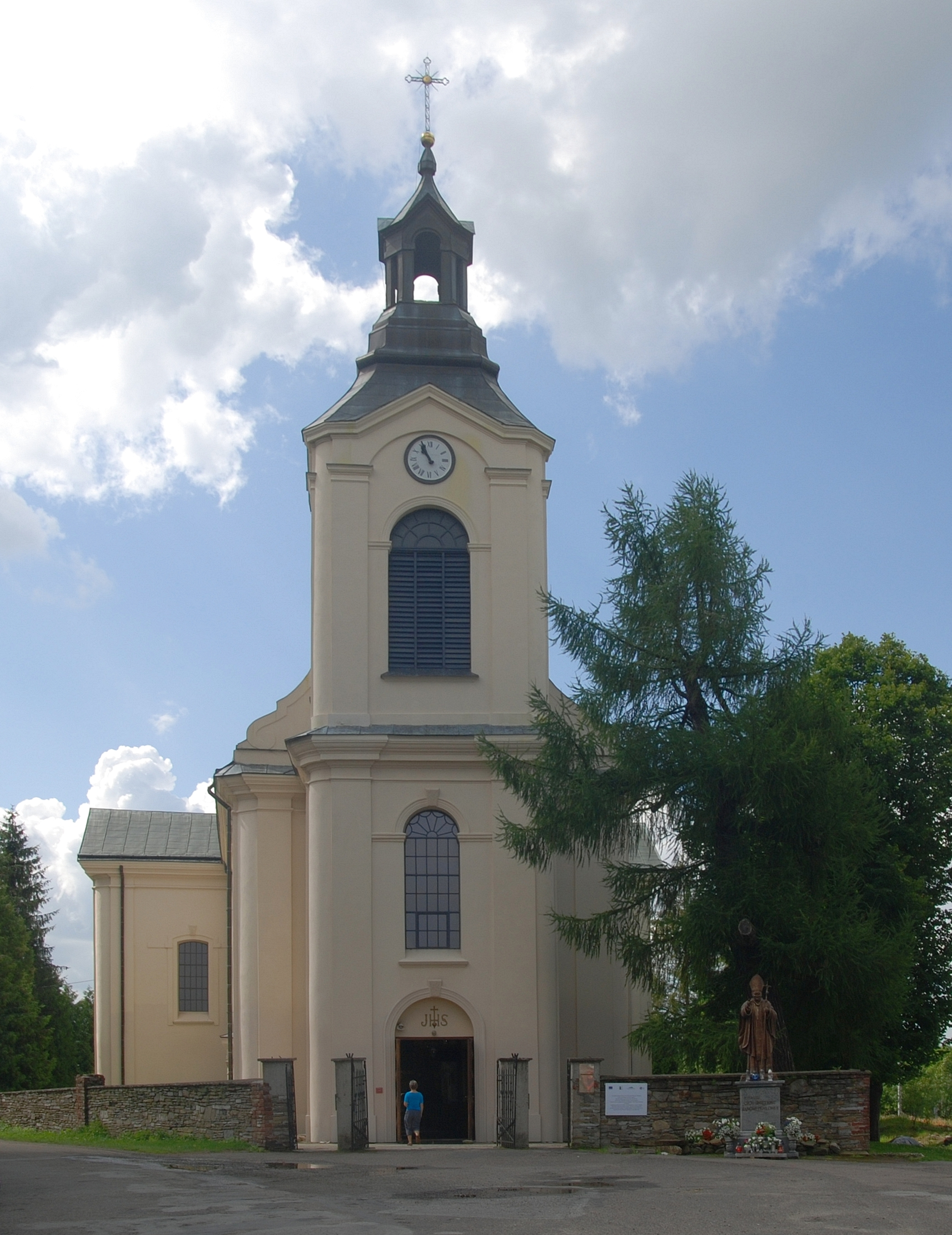
Die Dreharbeiten fanden im polnischen Jaśliska statt, hier die Kirche

Der Film- und Theaterschauspieler Bartosz Bielenia übernahm die Rolle von Daniel, der sich fälschlicherweise als Priester ausgibt. Łukasz Simlat spielt den echten Gefängnispriester Pater Tomasz. Eliza Rycembel übernahm die Rolle von Marta, Aleksandra Konieczna spielt deren Mutter Lydia, Anna Biernacik Martas Freundin. In weiteren Rollen sind Tomasz Ziętek als einer der Mithäftlinge Daniels und Mateusz Czwartosz in der Rolle als Bonus zu sehen.
Über die Besetzung der Hauptrolle mit Bartosz Bielenia sagte der Regisseur: „Als er zum Vorsprechen kam, hatte er lange Haare, er war sehr dünn, er trug einen langen Pullover, eine Mütze. Er ist mit seinem Hund gekommen.“ Doch weil sein Vater ebenfalls Schauspieler ist, sei er seiner Intuition gefolgt, diese Rolle mit einem jungen Schauspieler zu besetzen, der keine Angst davor hat, seine Komfortzone zu verlassen.
Die Dreharbeiten fanden in dem polnischen Dorf Jaśliska im Powiat Krośnieński statt.

### Filmmusik und Veröffentlichung
Die Filmmusik komponierten Evgueni und Sacha Galperine. Die aus Russland stammenden Brüder studierten in Moskau und leben seit einiger Zeit in Paris. Die Galperine-Brüder machten erstmals durch die Musik zu dem russischen Film Loveless, die sie nach dem Lesen des Drehbuchs komponierten, ohne ihn gesehen zu haben, auf sich aufmerksam. Hierfür wurden sie 2017 beim Europäischen Filmpreis für den besten Soundtrack ausgezeichnet. „Wie schon bei Loveless setzen die beiden Brüder auch bei ihrem aktuellen Soundtrack auf flirrende Klangteppiche, die in ihrer Intensität an- und abschwellen, die präzise Seelenlagen beschreiben und dabei eine große Spiritualität besitzen“, so Moritz Holfelder von B5 aktuell. Der Soundtrack zu Corpus Christi, der insgesamt fünf Musikstücke umfasst, wurde Anfang November 2019 von Les Contes Modernes als EP veröffentlicht.
Die erste Vorstellung erfolgte am 2. September 2019 bei den Filmfestspielen von Venedig. Ab 10. September 2019 wurde er beim Toronto International Film Festival gezeigt. Nach einer Vorstellung im September 2019 beim Polnischen Filmfestival Gdynia kam er am 11. Oktober 2019 in die polnischen Kinos. Ende Oktober 2019 wurde er beim Chicago International Film Festival vorgestellt. Im November 2019 wurde er beim Minsk International Film Festival „Listapad“ im offiziellen Hauptwettbewerb und beim Filmfestival Cottbus in der Sektion Polskie Horyzonty gezeigt. Ebenfalls im November 2019 wurde er beim AFI Film Festival in der World Cinema Section vorgestellt. Im Januar 2020 wurde er beim Palm Springs International Film Festival gezeigt. Der Kinostart in Deutschland erfolgte am 3. September 2020.

## Rezeption

### Altersfreigabe
In Deutschland wurde der Film von der FSK ab 16 Jahren freigegeben. In der Freigabebegründung heißt es, die Atmosphäre sei von untergründiger Spannung geprägt. In diesem Kontext könnten dramatische Passagen mit einzelnen intensiven Darstellungen von Gewalt und ihren Folgen Kinder und Jugendliche unter 16 Jahren überfordern. Den häufig vulgären und sexualisierten Sprachgebrauch sowie die beiläufige Darstellung von Drogenkonsum könnten ältere Zuschauer den gezeigten Figuren zuordnen und hinterfragen, weshalb für diese Altersgruppe nicht die Gefahr einer Ängstigung oder Desorientierung bestehe.

### Kritiken
Der Film konnte bislang 98 Prozent der Kritiker bei Rotten Tomatoes überzeugen und erhielt hierbei eine durchschnittliche Bewertung von acht der möglichen zehn Punkte. Bei Metacritic erhielt der Film einen Metascore von 77 von 100 möglichen Punkten.

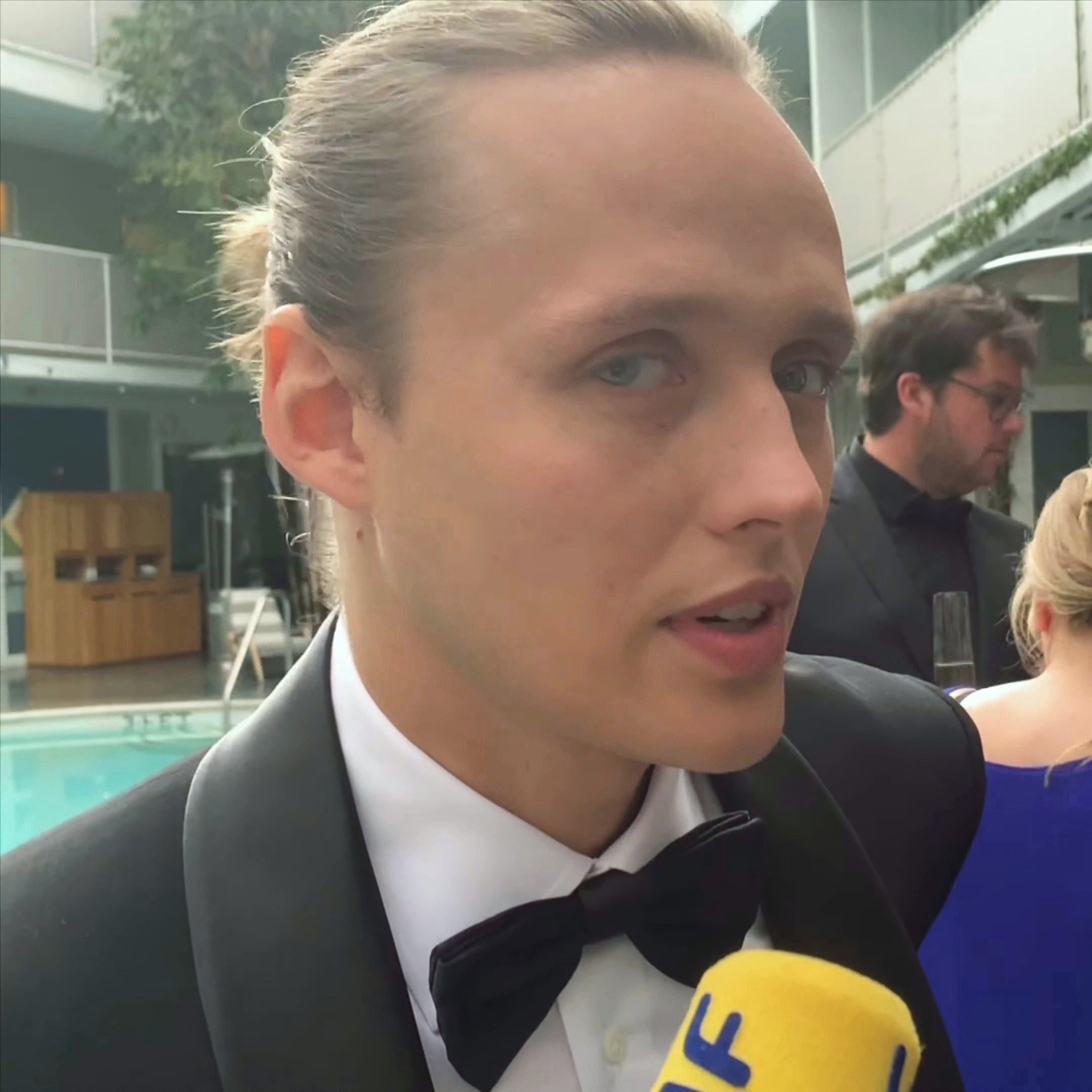
Bartosz Bielenia, hier 2020, spielt im Film Daniel, der sich als Priester ausgibt

Dieter Oßwald, Filmkorrespondent der Gilde deutscher Filmkunsttheater, schreibt, mit seinem erst dritten Spielfilm präsentiere sich Jan Komasa als eindrucksvolles Regie-Talent, dessen Stilsicherheit überzeugt. Mit dramaturgischem Minimalismus und maximaler psychologischer Präzision entwickle sich diese schlichte Story zum vielschichtigen Drama über existenzielle Fragen von Macht, Moral und Vergebung. Komasa gelinge es mit einem raffiniert konstruierten Drehbuch, seinen Helden mit zwingender Logik ständig in neue Zwickmühlen und Zwangslagen zu stürzen. Fast unmerklich werde der Zuschauer vom bloßen Betrachter zum mitfühlenden Komplizen dieser Figur. Der dramaturgische Coup gelinge, weil Hauptdarsteller Bartosz Bielenia sich als perfekte Besetzung erweist, so Oßwald: „Mit umwerfender Intensität und doch völlig unangestrengt verleiht er diesem David eine Glaubhaftigkeit und Empathie, der man sich kaum entziehen kann.“ In seinen komischen Momenten funktioniere dieses beklemmende Drama ebenso makellos wie in den spannenden Szenen, die wie ein Thriller wirkten.
Kenneth Turan von der Los Angeles Times erklärt, auf der einen Seite stünden alle Elemente eines klassischen Thrillers: eine „quälende Spannung, in der die ständige Möglichkeit des Untergangs mitschwingt, das Gefühl, dass jederzeit alles passieren kann“. Dieser junge Mann habe die Berufung, Menschen zu verstehen und ihnen zu helfen, befinde sich dabei aber in einem ständigen Konflikt zwischen seinem Wunsch zu helfen und seinen Ängsten, entlarvt zu werden.
Ralf Schenk vom Filmdienst schreibt in seiner Kritik, Bielenia verleihe diesem Daniel keineswegs die Aura einer Heiligenfigur, im Gegenteil: „Sein wie gemeißelter Schädel und der drahtige Körper weisen ihn als jemanden aus, der schon allerhand Böses erlebt hat und selbst hart auszuteilen vermag.“ Diese Ambivalenz, der Seiltanz zwischen der mühsamen Bändigung eigener Affekte und deren Eruption, zwischen Zartheit und Gewalt, Stille und Schrei, mache die Figur reich und ihre Geschichte unvorhersehbar, so Schenk. Auf diese Weise gerate Corpus Christi zu einem Film voller Geheimnisse, der den Betrachter in ein Wechselbad der Gefühle versetzt. Die kühle Sachlichkeit, mit der Komasa den Fall inszeniert, sein moralischer Impetus, aber auch das Metaphysische der Hauptfigur, das nicht Fassbare ihres Verhaltens, erinnert Schenk an die Stilistik eines Robert Bresson oder die Heldenbilder eines Georges Bernanos. Dem Regisseur sei mit Corpus Christi ein differenziertes Zeitbild gelungen, das moralisch-ethische Probleme der Gegenwart zur Diskussion stellt.
Gerhard Midding von epd Film beschreibt Daniel als einen unwägbaren, mitreißenden Scharlatan, als einen Betrüger, der das Leid der anderen erkennt, und als einen Hasardeur im eigenen und in Gottes Namen. Je unausweichlicher seine Entlarvung wird, desto frenetischer lege er sich ins Zeug, und Bielenia bewältige diese Gratwanderung mit einer Waghalsigkeit, die das Drehbuch allenfalls erahnen konnte: „Daniels Predigten sind Beichten, in denen eine Lehre steckt. Der Zweifel, die wütende Suche, die er in ihnen formuliert, sprechen die Gläubigen unvermittelt an. Er offenbart, entäußert sich vor ihnen. Die Wahrheit tarnt sich als Lüge in diesem Film.“
Jörn Schumacher vom christlichen Medienmagazin pro nennt Corpus Christi „ein kleines Meisterwerk“ und schreibt in seiner Kritik, am Ende sei die wichtigste Erkenntnis dieses tiefgründigen Dramas über Vergebung, dass wir alle eine dunkle Seite haben und dass Christsein bedeutet, diese Seite Gott zu bekennen und um Vergebung zu bitten. Schumacher zitiert Daniel: „Vergeben heißt lieben. Jemanden trotz seiner Schuld lieben.“

### Möglicher Einsatz im Unterricht
Das Onlineportal kinofenster.de empfiehlt den Film für die 10. bis 13. Klasse für die Unterrichtsfächer Ethik/Religion, Gemeinschaftskunde und Deutsch und bietet Materialien zum Film für den Unterricht an. Dort schreibt Josef Lederle, gerade im Religions- und Ethikunterricht eröffne der Film den Schülern und Schülerinnen ein weites Feld für eigene Reflexionen. Neben Momenten der Selbsterkenntnis biete die satirisch angespitzte Gesellschaftskritik des Films auch Diskussionsstoff für das Fach Gemeinschaftskunde, zumal der Konflikt zwischen Recht und Macht nicht allein in der polnischen Gesellschaft existiere.

### Auszeichnungen (Auswahl)
Corpus Christi wurde von Polen als Beitrag für die Oscarverleihung 2020 in der Kategorie Bester Internationaler Film eingereicht und Mitte Januar 2020 von der Academy of Motion Picture Arts and Sciences in dieser Kategorie nominiert. Beim 44. Polnischen Filmfestival in Gdynia wurde er mit zehn Preisen ausgezeichnet. Im Rahmen der Verleihung des Polnischen Filmpreises Anfang März 2020 konnte der Film elf von 15 möglichen Auszeichnungen holen, was einen Rekord in der 22-jährigen Geschichte des Filmpreises darstellte. Im Folgenden eine Auswahl an weiteren Auszeichnungen und Nominierungen.
Chicago International Film Festival 2019
- Nominierung als Bester Spielfilm im internationalen Wettbewerb (Jan Komasa)
- Auszeichnung als Bester Schauspieler mit dem Silver Hugo (Bartosz Bielenia)[26][27]

Europäischer Filmpreis 2020
- Nominierung als Bester Film
- Nominierung für die Beste Regie (Jan Komasa)
- Nominierung für das Beste Drehbuch (Mateusz Pacewicz)
- Nominierung als Bester Darsteller (Bartosz Bielenia)
- Nominierung für den European University Film Award[28][29]

Filmfest Hamburg 2019
- Nominierung für den Preis der Filmkritik (Jan Komasa)[30]

Goya 2021
- Nominierung als Bester europäischer Film[31]

Internationales Filmfestival von Stockholm 2019
- Auszeichnung als Bester Schauspieler im Stockholm XXX Competition (Bartosz Bielenia)[32]

LUX-Filmpreis 2020
- Nominierung für den Publikumspreis[33]

Minsk International Film Festival „Listapad“ 2019
- Auszeichnung für die Beste Regie (Jan Komasa)
- Auszeichnung mit dem Publikumspreis
- Auszeichnung mit dem Special Jury Award – Regie (Jan Komasa)[34][35][36]

Oscarverleihung 2020
- Nominierung als Bester Internationaler Film

Palm Springs International Film Festival 2020
- Nominierung als Bester fremdsprachiger Film für den FIPRESCI-Preis (Jan Komasa)
- Auszeichnung als Bester Schauspieler in einem internationalen Spielfilm mit dem FIPRESCI-Preis (Bartosz Bielenia)
- Auszeichnung mit dem Young Cineastes Award (Jan Komasa)[37][38]

Polnischer Filmpreis 2020

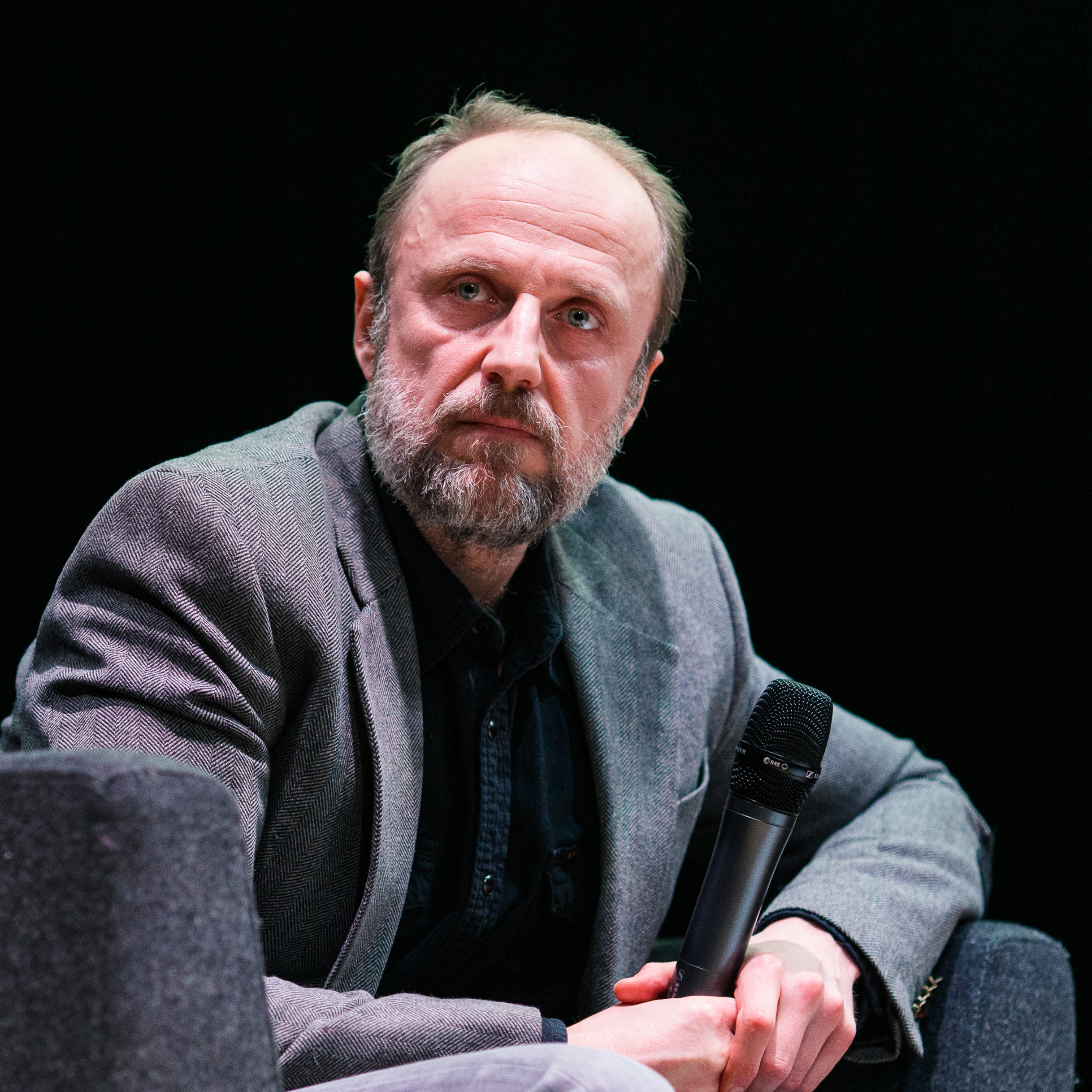
Łukasz Simlat spielt Vater Tomasz

- Auszeichnung als Bester Film (Jan Komasa)
- Auszeichnung für die Beste Regie (Jan Komasa)
- Auszeichnung für das Beste Drehbuch (Mateusz Pacewicz)
- Auszeichnung als Beste Hauptdarstellerin (Aleksandra Konieczna)
- Auszeichnung als Bester Hauptdarsteller (Bartosz Bielenia)
- Auszeichnung als Beste Nebendarstellerin (Eliza Rycembel)
- Auszeichnung als Bester Nebendarsteller (Łukasz Simlat)
- Auszeichnung für die Beste Kamera (Piotr Sobociński junior)
- Auszeichnung für den Besten Schnitt (Przemysław Chruścielewski)
- Auszeichnung als Entdeckung des Jahres (Mateusz Pacewicz für sein Drehbuch)
- Auszeichnung mit dem Publikumspreis[39][40]

Polnisches Filmfestival Gdynia 2019
- Auszeichnung mit dem Publikumspreis (Jan Komasa)
- Auszeichnung für die Beste Regie (Jan Komasa)
- Auszeichnung für das Beste Drehbuch (Mateusz Pacewicz)
- Auszeichnung als Beste Nebendarstellerin (Eliza Rycembel)
- Auszeichnung als Bester Film mit dem Journalistenpreis (Jan Komasa)
- Auszeichnung als Discovery of the Festival – Nagrodę Onetu (Bartosz Bielenia)
- Auszeichnung mit der Kristallstern Elle (Bartosz Bielenia)
- Auszeichnung als Bester Spielfilm mit dem Award of Festivals and Reviews of the Polish Film Abroad (Jan Komasa)
- Auszeichnung als Bester Film mit dem Don Kichot der Polish Federation of Film Discussion Clubs (Jan Komasa)
- Auszeichnung als Bester Film mit dem Award of the Network of Studio and Local Cinemas (Jan Komasa)[41][42][43]